# Villa San Pietro
Villa San Pietro (Santu Perdu in sardo) è un comune italiano di 2 108 abitanti della città metropolitana di Cagliari in Sardegna.

## Origini del nome
Già denominato in sardo Santu Pedru de Nuras in epoca medievale, dal 28 giugno 1949 riacquista l'antica denominazione di Villa San Pietro, risalente al 1728, abbandonando quella di San Pietro Pula.

## Storia
La presenza di domus de janas e di tombe dei giganti (se ne contano tre) e un nuraghe (ancora in buona parte sotterrato) testimonia che il territorio di Villa San Pietro è abitato sin dall'epoca prenuragica e nuragica.
Centro abitato di origine romana, nel medioevo fece parte della curatoria di Nora, nel Giudicato di Cagliari, e in seguito della curatoria di Capoterra. Alla caduta del giudicato (1258) passò alla famiglia pisana dei della Gherardesca, più precisamente al ramo gherardiano. Di quel periodo degna di nota è la piccola e graziosa chiesa gotico-romanica del XIII secolo, intitolata a San Pietro.
Entrato a far parte del regno di Sardegna aragonese nel 1355, fu incorporato nella contea di Quirra, feudo dei Carroz. Il paese si spopolò poco dopo e fu ripopolato dal XVII secolo, quando nel 1603 la contea fu trasformata in marchesato feudo dei Centelles; nel Dizionario degli Stati del Re di Sardegna l'Angius scrive: «il luogo conservò sempre un certo numero di famiglie pastorali e agricole, anche quando Pula restò deserta per timore delle continue invasioni dei barbari ed i suoi abitanti approfittavano della fertilità del suolo e della abbondanza dei pascoli che facevano guadagno sulla legna che tagliavano e vendevano a Cagliari.»
Unito alla baronia di Pula, dipendente dal marchesato, il paese fu riscattato agli ultimi feudatari, gli Osorio che si erano succeduti ai Centelles, nel 1839 con la soppressione del sistema feudale, per cui divenne un comune amministrato da un sindaco e da un consiglio comunale.

### Simboli
Lo stemma e il gonfalone del comune di Villa San Pietro sono stati concessi con decreto del presidente della Repubblica del 22 giugno 1973.
Il gonfalone municipale è costituito da un drappo troncato di azzurro e di bianco.

## Monumenti e luoghi d'interesse

### Architetture religiose
Fra i monumenti religiosi spicca la chiesa romanica di San Pietro edificata nel XIII secolo. 

### Siti archeologici
- Nuraghe Mereu
- Tombe dei giganti di "Su Cuccumeu", "Perda e accuzzai" e "Su Lilloni"

## Società

### Evoluzione demografica
Abitanti censiti

La tabella evidenza come negli ultimi cinquant'anni il comune è stato interessato da una costante crescita demografica.

### Etnie e minoranze straniere
Al 31 dicembre 2019 a Villa San Pietro risiedevano 45 cittadini stranieri, pari al 2,1% della popolazione totale. Le nazionalità straniere più numerose sono:
- Germania 14
- Regno Unito 7
- Francia 6

### Lingue e dialetti
La variante del sardo parlata a Villa San Pietro è il campidanese comune.

### Tradizioni e folcrore

#### Eventi

##### San Pietro Apostolo
L'ultima settimana di giugno, in occasione del patrono San Pietro Apostolo (29 giugno), vengono organizzati i festeggiamenti civili e religiosi. In particolare, oltre alla processione del simulacro del Santo per le vie del paese, è possibile assistere gratuitamente a spettacoli di artisti locali e di valenza regionale. È ormai tradizione far esibire il coro parrocchiale, composto in specie da ragazzi, in una gara canora a partecipazione libera.

##### Sant'Efisio
Il 2 maggio la processione di Sant'Efisio passa per Villa San Pietro prima di proseguire per Nora; il 4 maggio, di ritorno, il Santo sul cocchio di campagna fa il giro della villa Atzori prima di riprendere il suo cammino verso Cagliari.
Questa sosta nella villa Atzori si perpetua dal 1943 quando Mario Atzori, in piena guerra e bombardamenti, contribuì al perpetuarsi del Voto del 1656, portando il giorno 2 la scultura da Sarroch a Pula, e il giorno 4 da Pula a Sarroch.

## Amministrazione
| Periodo         | Periodo         | Primo cittadino  | Partito                                   | Carica  | Note   |
| --------------- | --------------- | ---------------- | ----------------------------------------- | ------- | ------ |
| 23 aprile 1995  | 16 aprile 2000  | Claudio Uccheddu | liste civiche di centro-sinistra          | Sindaco | [ 6 ]  |
| 16 aprile 2000  | 8 maggio 2005   | Claudio Uccheddu | liste civiche di centro-sinistra          | Sindaco | [ 7 ]  |
| 8 maggio 2005   | 30 maggio 2010  | Matteo Muntoni   | lista civica "Insieme"                    | Sindaco | [ 8 ]  |
| 30 maggio 2010  | 31 maggio 2015  | Matteo Muntoni   | lista civica "Insieme"                    | Sindaco | [ 9 ]  |
| 31 maggio 2015  | 26 ottobre 2020 | Marina Madeddu   | lista civica "Villa San Pietro nel Cuore" | Sindaco | [ 10 ] |
| 26 ottobre 2020 | in carica       | Marina Madeddu   | lista civica "Villa San Pietro nel Cuore" | Sindaco | [ 11 ] |